# Hospitales coloniales del Cuzco
Durante la época colonial, la ciudad del Cusco -antigua capital del Imperio Inca- fue objeto de un proceso de urbanización con la finalidad de consolidarla como polo comercial de las rutas mineras que comunicaban la capital del virreinato, Lima, con los territorios mineros del Alto Perú y con la provincia de Córdoba del Tucumán. Como parte de ese proceso, las autoridades virreinales dispusieron la construcción de varios hospitales de cuya organización, ubicación y funcionamiento se puede conocer parte de la historia colonial de la zona. 
De esa manera, tras la fundación española de la ciudad, el recién establecido Cabildo del Cusco decidió la instalación de un hospital en la ciudad para la atención de los pobladores. Ya el 12 de febrero de 1546, el rey Carlos I de España asignó una renta para la construcción de un hospital en Cusco en el sitio ya señalado por los cabildantes para dicha edificación. En total fueron seis los hospitales edificados en Cusco (y zonas periféricas) durante el virreinato.

## Hospital de San Lázaro
Fue el primer hospital levantado durante la época colonial a instancias de Juan Rodríguez Villalobos, quien lo estableció en el solar que le tocó durante la repartición tras la fundación de las parcelas de la ciudad. El hospital se ubicaba en el terreno que da al lado suroeste de la Plaza San Francisco y que en 1549 sería expropiado para su entrega a la Orden Franciscana. Actualmente se levanta ahí el Templo de San Francisco. La expropiación marcó el fin del hospital de San Lázaro.

## Hospital de San Juan de Dios

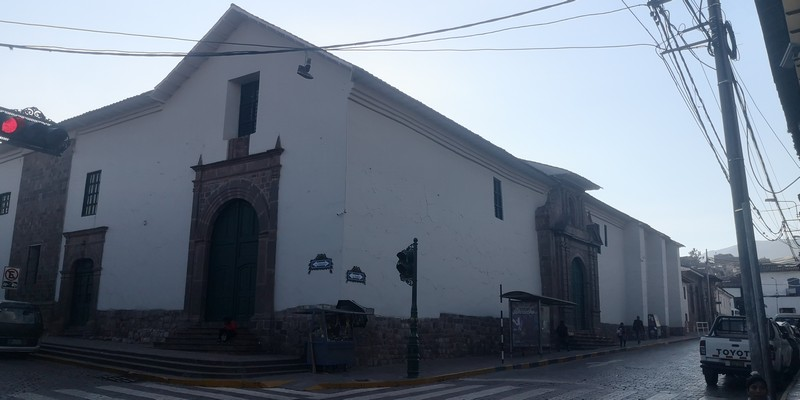
Construcción de la antigua capilla del Hospital de San Juan de Dios

En 1548 se construyó el hospital para la atención de los españoles y mestizos ubicado en un solar a la espalda de la Catedral. Este hospital fue nombrado Nuestra Señora de la Piedad. En 1553, estando el hospital en estado ruinoso, se acordó vender el inmueble y desde 1557 funcionaba al oeste de la Plaza San Francisco. En 1572, el hospital pasó a llamarse San Bartólomé Apóstol. No obstante, para 1573, el hospital se encontraba cerrado y sin brindar atención al público, por lo que en 1609 se fundó el nuevo Hospital de San Bartolomé, quedando su administración a cargo de Santiago Samudio el cual invitó a la Orden Hospitalaria de San Juan de Dios a hacerse cargo del mismo.
El nuevo hospital se fundó el 15 de junio de 1617 en la esquina de las calles Nueva Baja y Teatro, el local del hospital y su iglesia que se mantienen en pie hasta la actualidad. Después de la independencia y por orden de Simón Bolívar, el Hospital, ahora llamado de San Juan de Dios, fue fusionado con el de los Bethlemitas.

## Hospital de Naturales

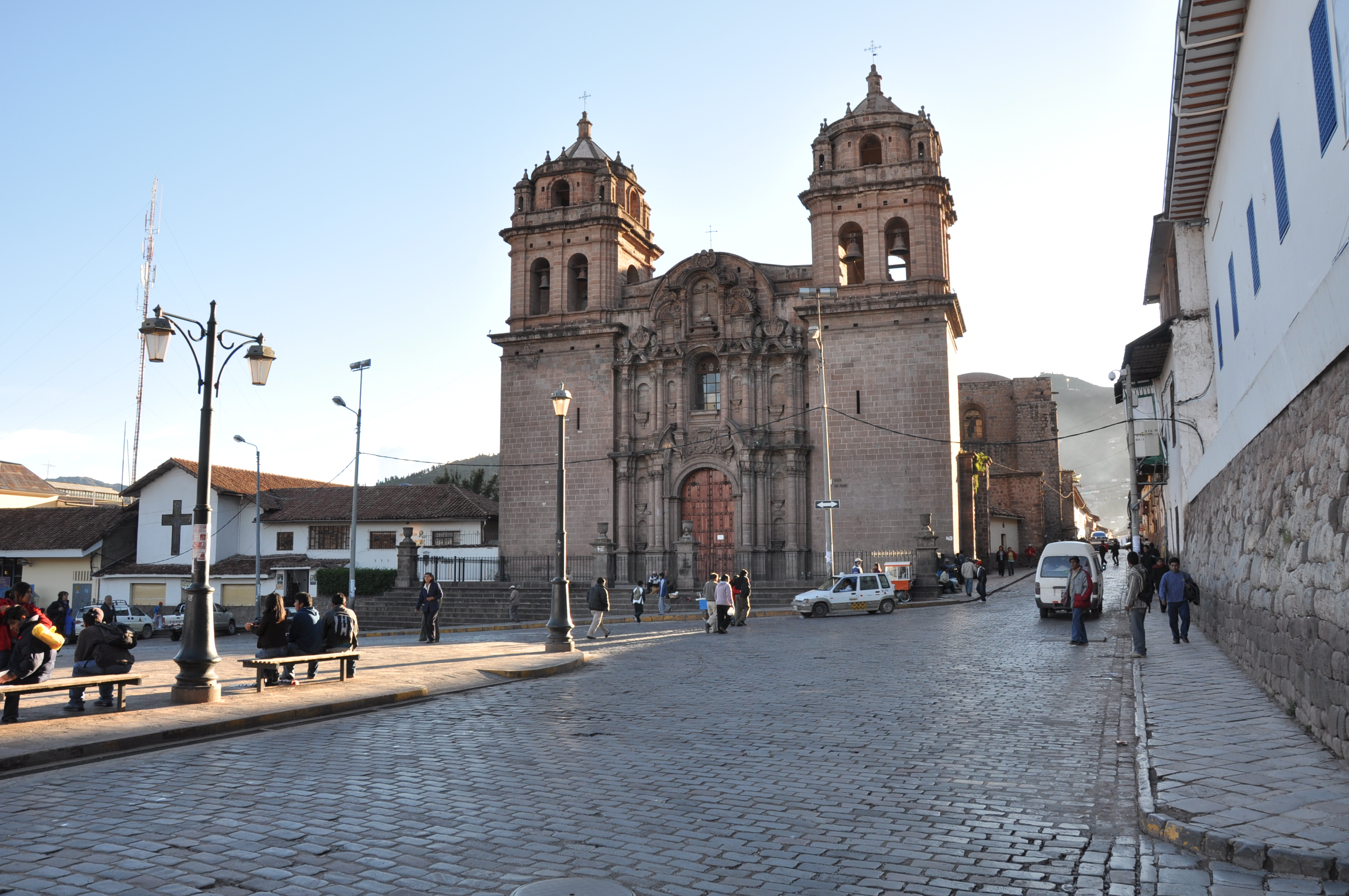
Actual iglesia de San Pedro, levantada en el solar donde estuvo ubicado el hospital de naturales.

Levantado en 1556 en el solar que hoy ocupa la Iglesia de San Pedro en el cruce de las Calles Cascaparo y Hospital. Tuvo como finalidad albergar a los indios o naturales de Cusco y fue el segundo de los hospitales coloniales construidos en Cusco. En 1572 se estableció como parroquia denominada también "Hospital de los Naturales". Su construcción recibió el apoyo del Virrey Andrés Hurtado de Mendoza, Marqués de Cañete. 
El hospital fue casi destruido en el terremoto de 1650. Fue reconstruido en 1688 por impulso del Obispo Manuel de Mollinedo y Angulo. El hospital dejó de funcionar a inicios del siglo XIX

## Hospital de la Almudena

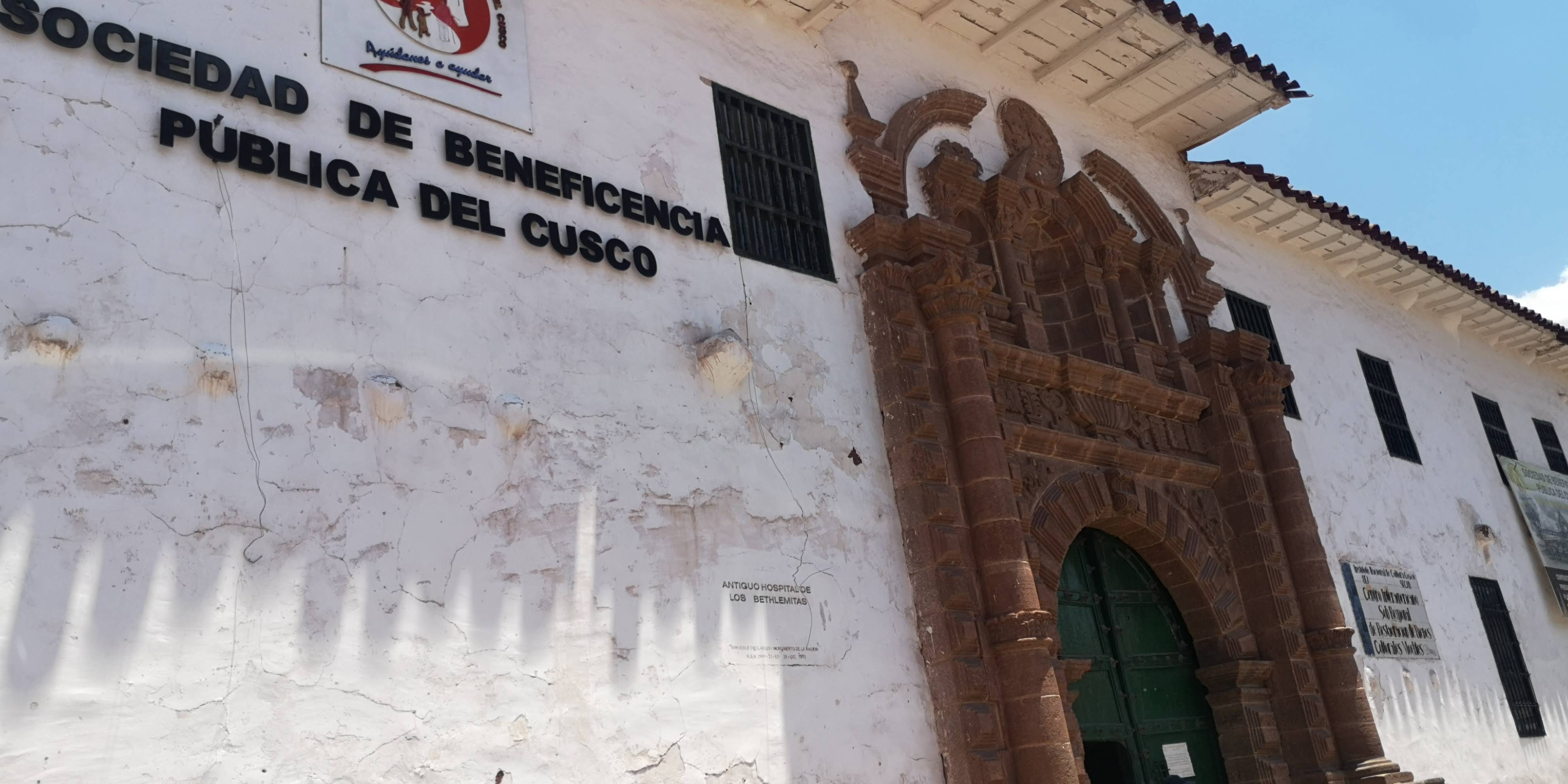
Vista de la portada del antiguo hospital de la Almudena.

Construido a fines del siglo XVII a instancias del obispo Manuel de Mollinedo y Angulo y donado a la Orden de los Hermanos Betlemitas. El hospital fue fundado el 29 de junio de 1689 con la condición de que se usara como hospital para atender sacerdotes e indios enfermos. El hospital dejó de funcionar en el siglo XX. El edificio se mantiene en pie y sirve como oficionas de la Sociedad de Beneficencia Pública del Cusco.

## Hospital de la Caridad de San Andrés

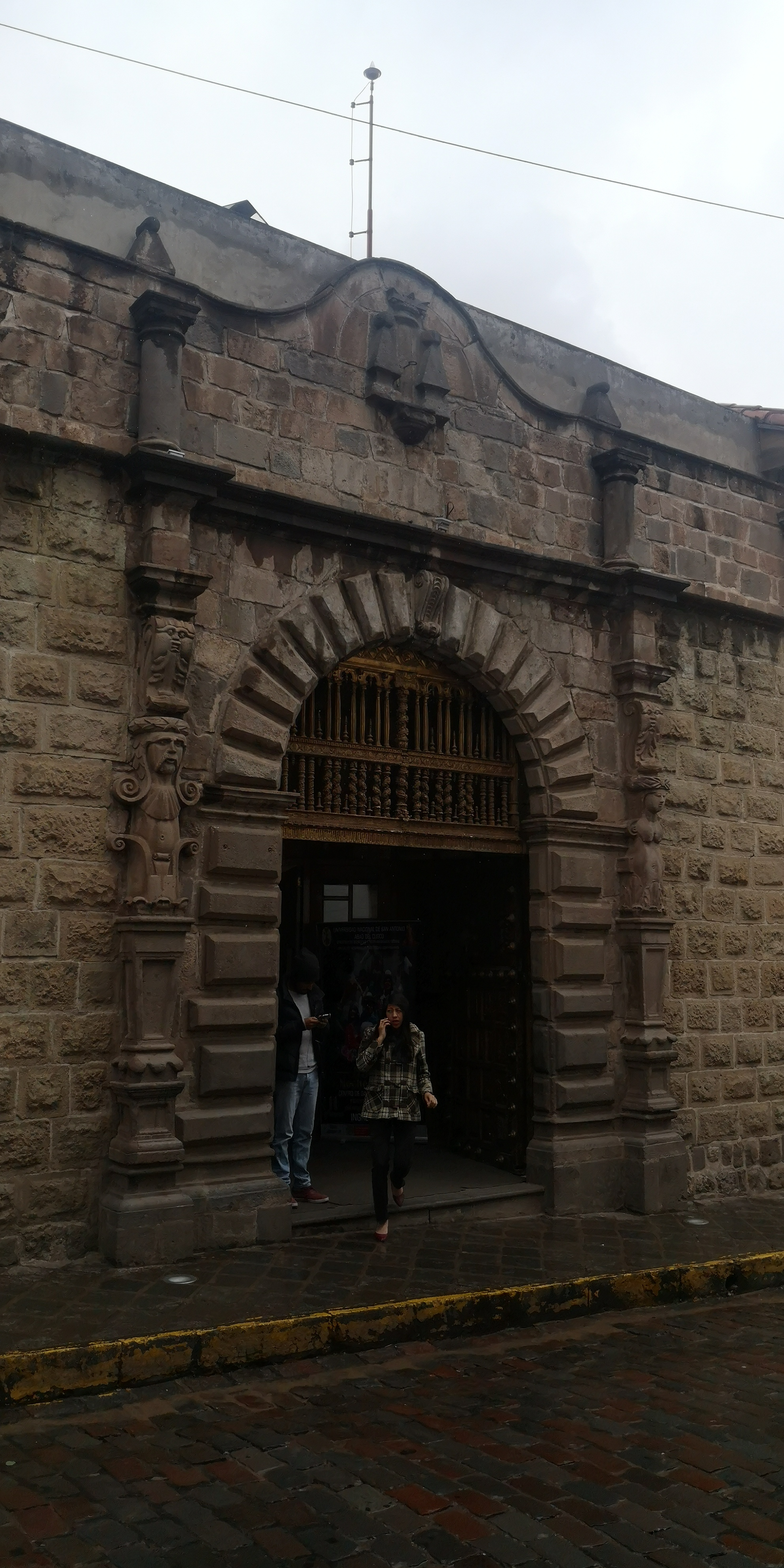
Antigua puerta del Hospital de San Andrés hoy ubicado en la Calle Mesón de la Estrella.

Ubicado en el solar ubicado en la esquina de las calles San Andrés y Kuychipunku. Fue fundado en 1649 para atender a mujeres pobres descendientes de españoles y fue financiado por aportes de los residentes de la ciudad. Se contó para ello con la provisión del Virrey del Perú García Sarmiento de Sotomayor Conde de Salvatierra y del Deán Vasco de Contreras. El hospital tomó el nombre de San Andrés por haberse inaugurado el día de dicho santo y así tomó nombre también la calle en la que se levantó. El terremoto de 1650 provocó la destrucción del hospital.
Su portada fue rescatada y trasladada a la Calle Mesón de la Estrella sirviendo como portada del actual Teatro Municipal del Cusco.

## Hospital de Paucartambo
Fundado el 11 de diciembre de 1557 por disposición del Virrey Andrés Hurtado de Mendoza, Marqués de Cañete, el hospital fue sostenido mediante contribución de los productores de coca de la zona.

#### Libros y publicaciones
- Angles Vargas, Víctor (1983). Historia del Cusco Colonial Tomo II Libro segundo. Lima: Industrialgrafica .S.A.
- Esquivel Coronado, Jessica. La Parroquia de Hospital de los Naturales en el Cusco Colonial. Consultado el 8 de septiembre de 2019.
- Kubler, George (1953). «Cuzco Reconstrucción de la ciudad y restauración de sus monumentos Informe de la misión enviada por la Unesco en 1951». UNESCO. Consultado el 26 de agosto de 2019.

- Datos: Q76824852